# 莫纳斯泰罗迪兰佐
莫纳斯泰罗迪兰佐（義大利語：Monastero di Lanzo），是意大利都灵省的一个市镇。总面积17.64平方公里，人口399人，人口密度22.6人/平方公里（2009年）。ISTAT代码为001155。